# Thoré-la-Rochette
Pour les articles homonymes, voir La Rochette.
Thoré-la-Rochette est une commune française située dans le département de Loir-et-Cher, en région Centre-Val de Loire.
Localisée au nord-ouest du département, la commune fait partie de la petite région agricole « les Vallée et Coteaux du Loir », bordée au nord par un coteau raide et au sud par les coteaux en pente douce. Elle est drainée par la Rère, les Lacs Plats, le Rouaire, les Forges, les Gaz, le Saint Joseph et par divers petits cours d'eau.
L'occupation des sols est marquée par l'importance des espaces agricoles et naturels qui occupent la quasi-totalité du territoire communal. Plusieurs espaces naturels d'intérêt sont présents dans la commune : un espace protégé, un site natura 2000 et deux zones naturelles d'intérêt écologique, faunistique et floristique (ZNIEFF). En 2010, l'orientation technico-économique de l'agriculture dans la commune est la culture des céréales et des oléoprotéagineux. À l'instar du département qui a vu disparaître le quart de ses exploitations en dix ans, le nombre d'exploitations agricoles a fortement diminué, passant de 63 en 1988, à 15 en 2000, puis à 10 en 2010.
Ses habitants s'appellent les Thorésiennes et les Thorésiens.

## Géographie

### Localisation et communes limitrophes
La commune de Thoré-la-Rochette se trouve au nord-ouest du département de Loir-et-Cher, dans la petite région agricole des Vallée et Coteaux du Loir,. À vol d'oiseau, elle se situe à 35 km  de Blois, préfecture du département, à 7,7 km de Vendôme, sous-préfecture, et à 8,5 km de Montoire-sur-le-Loir, chef-lieu du canton de Montoire-sur-le-Loir dont dépend la commune depuis 2015. La commune fait en outre partie du bassin de vie de Vendôme.
Les communes les plus proches sont : 
Villiers-sur-Loir (3,2 km), Marcilly-en-Beauce (3,8 km), Saint-Rimay (4,1 km), Houssay (4,3 km), Mazangé (4,3 km), Lunay (4,4 km), Villiersfaux (4,4 km), Naveil (4,9 km) et Villavard (5,3 km).
| Lunay       | Mazangé           | Villiers-sur-Loir  |
| Lunay       | Thoré-la-Rochette | Naveil             |
| Saint-Rimay |                   | Marcilly-en-Beauce |

### Voies de communication et transports
Le territoire communal est desservi par les routes départementales 5, 164 et 917.

### Paysages et relief
Dans le cadre de la Convention européenne du paysage, adoptée le 20 octobre 2000 et entrée en vigueur en France le 1er juillet 2006, un atlas des paysages de Loir-et-Cher a été élaboré en 2010 par le CAUE de Loir-et-Cher, en collaboration avec la DIREN Centre (devenue DREAL en 2011), partenaire financier. Les paysages du département s'organisent ainsi en huit grands ensembles et 25 unités de paysage,. La commune fait partie de l'unité de paysage des « boucles du Loir Vendômois », au sein de l'ensemble de paysage « la vallée du Loir ».
Les paysages des boucles du Loir vendômois présentent une certaine complexité : alors que l'amont de la vallée reste empreint de calme et de sérénité, le Loir se contorsionne ici en méandres serrés, tenus par un relief marqué par des coteaux à vif. Le tuffeau, qui s'est substitué aux molles argiles du Perche, marque le paysage de sa présence avec ses teintes blanches, sablées ou ocre apparaissant largement sur les falaises mises à nu par la rivière.
L'altitude du territoire communal varie de 69 mètres à 137 mètres,.

### Hydrographie

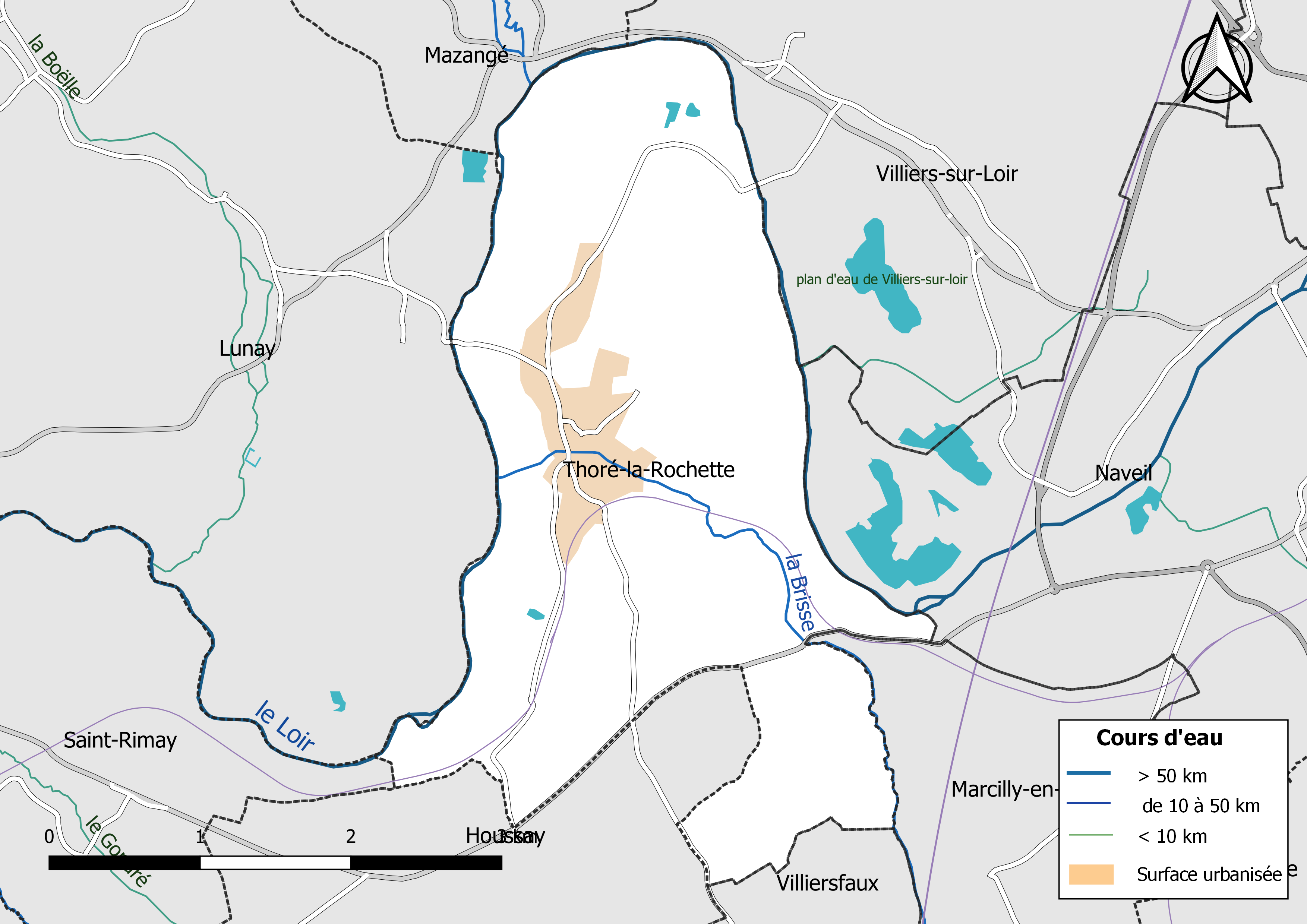
Réseau hydrographique de Thoré-la-Rochette.

La commune est drainée par le Loir (5,989 km), la Brisse (3,289 km) le Boulon (0,004 km) et par un petit cours d'eau, constituant un réseau hydrographique de 9,57 km de longueur totale.
Le Loir traverse la commune du nord-est vers le sud-ouest. D'une longueur totale de 317,4 km, il prend sa source dans la commune de Champrond-en-Gâtine (Eure-et-Loir) et se jette  dans la Sarthe à Briollay (Maine-et-Loire), après avoir traversé 86 communes.
La Brisse, d'une longueur totale de 14 km, prend sa source dans la commune de Nourray et se jette  dans le Loir à Thoré-la-Rochette, après avoir traversé 5 communes.
Sur le plan piscicole, ces cours d'eau sont classés en deuxième catégorie, où le peuplement piscicole dominant est constitué de poissons blancs (cyprinidés) et de carnassiers (brochet, sandre et perche).

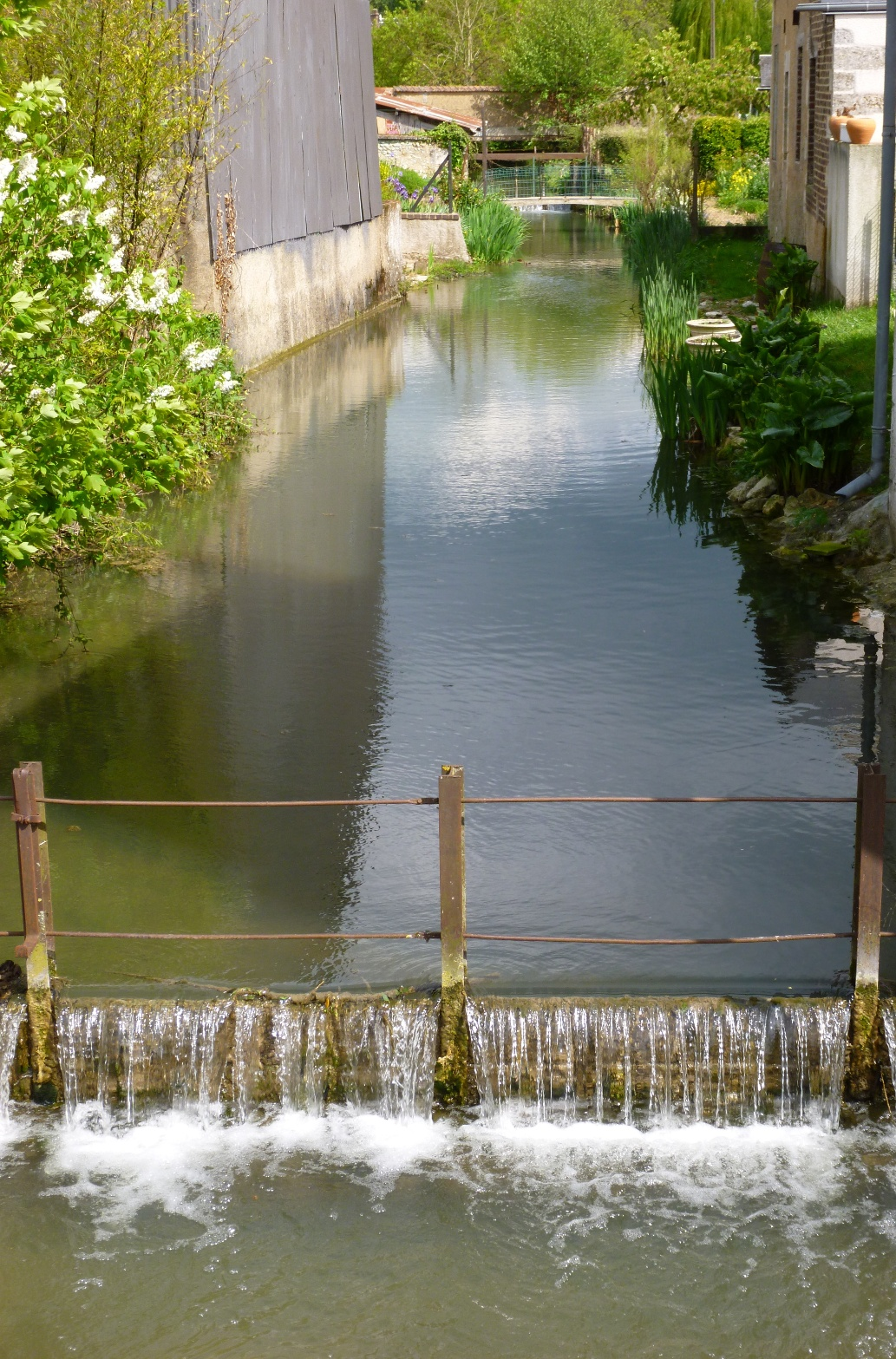
La Brisse, vue du pont, dans le bourg.
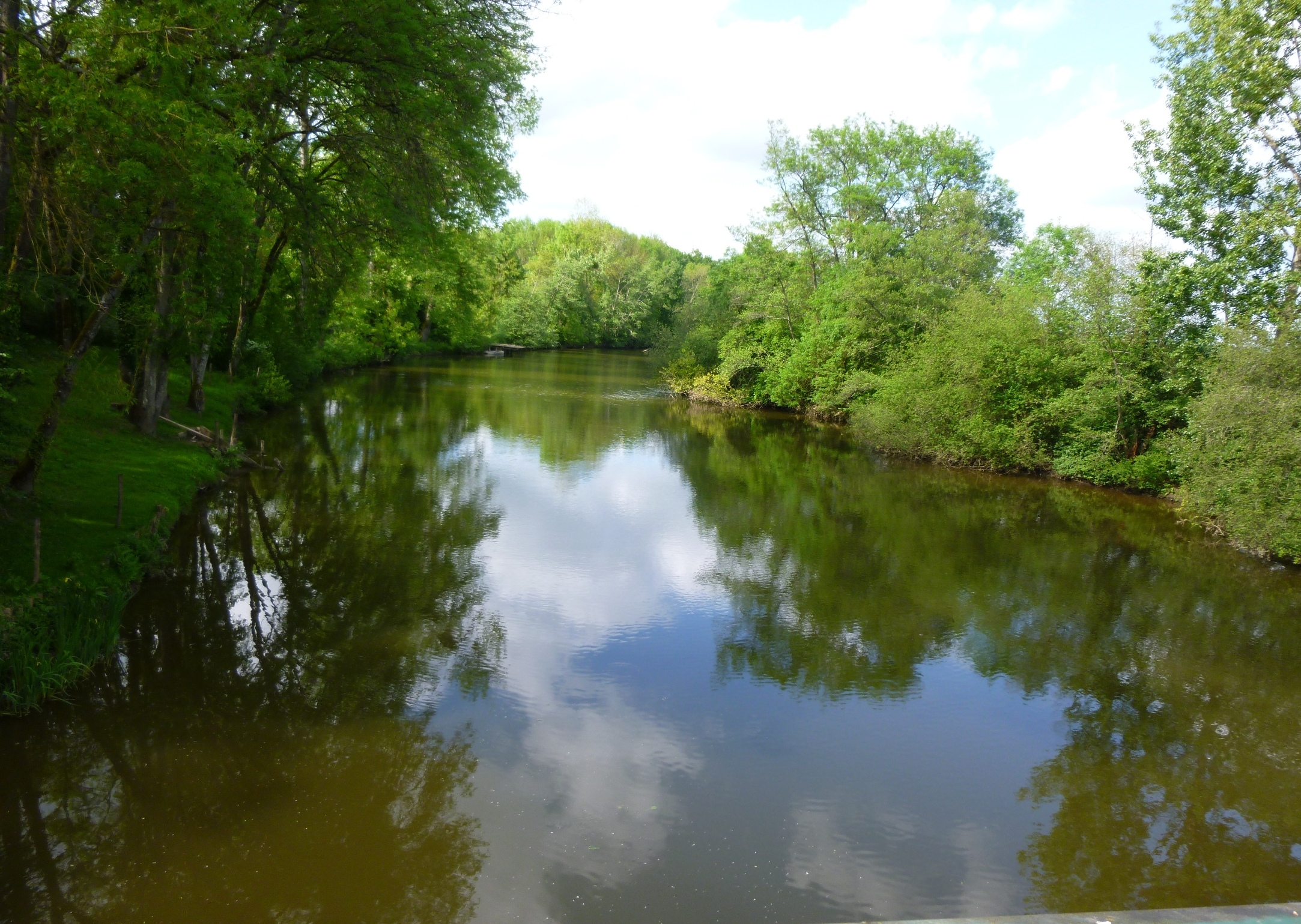
Le Loir, vu du pont du Breuil.

### Climat
Pour des articles plus généraux, voir Climat du Centre-Val de Loire et Climat de Loir-et-Cher.
En 2010, le climat de la commune est de type climat océanique dégradé des plaines du Centre et du Nord, selon une étude du CNRS s'appuyant sur une série de données couvrant la période 1971-2000. En 2020, Météo-France publie une typologie des climats de la France métropolitaine dans laquelle la commune est exposée à un climat océanique altéré et est dans la région climatique Moyenne vallée de la Loire, caractérisée par une bonne insolation (1 850 h/an) et un été peu pluvieux.
Pour la période 1971-2000, la température annuelle moyenne est de 11,4 °C, avec une amplitude thermique annuelle de 14,8 °C. Le cumul annuel moyen de précipitations est de 714 mm, avec 11,9 jours de précipitations en janvier et 7,1 jours en juillet. Pour la période 1991-2020, la température moyenne annuelle observée sur la station météorologique de Météo-France la plus proche, dans la commune de Saunay à 21 km à vol d'oiseau, est de 12,0 °C et le cumul annuel moyen de précipitations est de 657,3 mm,. Pour l'avenir, les paramètres climatiques de la commune estimés pour 2050 selon différents scénarios d'émission de gaz à effet de serre sont consultables sur un site dédié publié par Météo-France en novembre 2022.

## Urbanisme

### Typologie
Au 1er janvier 2024, Thoré-la-Rochette est catégorisée bourg rural, selon la nouvelle grille communale de densité à sept niveaux définie par l'Insee en 2022.
Elle est située hors unité urbaine. Par ailleurs la commune fait partie de l'aire d'attraction de Vendôme, dont elle est une commune de la couronne,. Cette aire, qui regroupe 57 communes, est catégorisée dans les aires de moins de 50 000 habitants,.

### Occupation des sols
L'occupation des sols est marquée par l'importance des espaces agricoles et naturels (96,8 %). La répartition détaillée ressortant de la base de données européenne d'occupation biophysique des sols Corine Land Cover millésimée 2012 est la suivante : 
terres arables (11,6 %), 
cultures permanentes (0,6 %), 
zones agricoles hétérogènes (15,4 %), 
prairies (3,5 %), 
forêts (65,2 %), 
milieux à végétation arbustive ou herbacée (0,7 %), 
zones urbanisées (1 %), 
espaces verts artificialisés non agricoles (0,5 %), 
zones industrielles et commerciales et réseaux de communication (1,7 %), 
eaux continentales (0,5 %).

### Planification
La loi SRU du 13 décembre 2000 a incité fortement les communes à se regrouper au sein d'un établissement public, pour déterminer les partis d'aménagement de l'espace au sein d'un SCoT, un document essentiel d'orientation stratégique des politiques publiques à une grande échelle. La commune est dans le territoire du  SCOT des Territoires du Grand Vendômois, approuvé en 2006 et dont la révision a été prescrite en 2017, pour tenir compte de l'élargissement de périmètre,.
En matière de planification, la commune disposait en 2017 d'un plan local d'urbanisme approuvé.

### Habitat et logement
Le tableau ci-dessous présente la typologie des logements à Thoré-la-Rochette en 2016 en comparaison avec celle du Loir-et-Cher et de la France entière. Une caractéristique marquante du parc de logements est ainsi une proportion de résidences secondaires et logements occasionnels (9,9 %) inférieure à celle du département (18 %) mais supérieure à celle de la France entière (9,6 %). Concernant le statut d'occupation de ces logements, 66,8 % des habitants de la commune sont propriétaires de leur logement (67,5 % en 2011), contre 68,1 % pour le Loir-et-Cher et 57,6 pour la France entière.
|                                                         | Thoré-la-Rochette | Loir-et-Cher | France entière |
| ------------------------------------------------------- | ----------------- | ------------ | -------------- |
| Résidences principales (en %)                           | 80,3              | 74,5         | 82,3           |
| Résidences secondaires et logements occasionnels (en %) | 9,9               | 18           | 9,6            |
| Logements vacants (en %)                                | 9,7               | 7,5          | 8,1            |

### Risques majeurs
Le territoire communal de Thoré-la-Rochette est vulnérable à différents aléas naturels : inondations (par débordement du Loir ou par ruissellement), climatiques (hiver exceptionnel ou canicule), mouvements de terrains ou sismique (sismicité très faible),.

#### Risques naturels

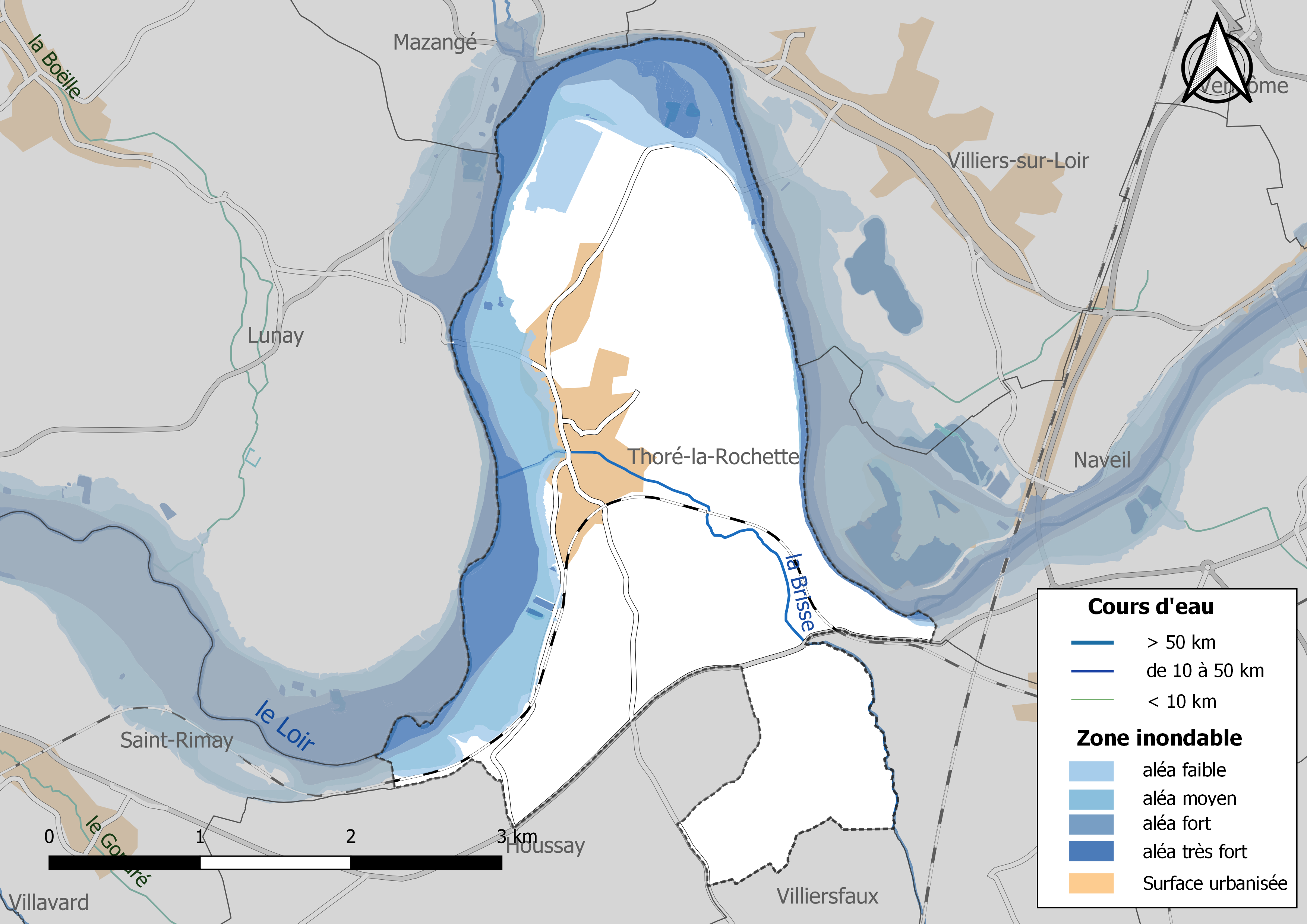
Zones inondables de la commune de Thoré-la-Rochette.

Les mouvements de terrains susceptibles de se produire dans la commune sont soit liés au retrait-gonflement des argiles, soit des chutes de blocs, soit des glissements de terrains, soit des effondrements liés à des cavités souterraines. Le phénomène de retrait-gonflement des argiles est la conséquence d'un changement d'humidité des sols argileux. Les argiles sont capables de fixer l'eau disponible mais aussi de la perdre en se rétractant en cas de sécheresse. Ce phénomène peut provoquer des dégâts très importants sur les constructions (fissures, déformations des ouvertures) pouvant rendre inhabitables certains locaux. La carte de zonage de cet aléa peut être consultée sur le site de l'observatoire national des risques naturels Georisques. Une autre carte permet de prendre connaissance des cavités souterraines localisées dans la commune.
Les crues du Loir sont moins importantes que celles de la Loire, mais elles peuvent provoquer des dégâts importants. Les crues historiques sont celles de 1665 (4 m à l'échelle de Vendôme), 1784 (2,84 m), 1961 (2,90 m) et 2004 (2 m). Le débit maximal historique est de 256 m3/s et caractérise une crue de retour cinquantennal. Le risque d'inondation est pris en compte dans l'aménagement du territoire de la commune par le biais du Plan de prévention du risque inondation (PPRI) du Loir.

## Toponymie
Thoré-la-Rochette devint le nom officiel de la commune peu après la fin de la Première Guerre mondiale, par un décret du 16 août 1919, permettant ainsi une différenciation avec son homophone de la Sarthe.

## Histoire

### Avant la Révolution
Thoré-la-Rochette est la patrie du maréchal de Rochambeau qui s'illustra lors de la guerre d'indépendance des États-Unis, notamment lors de la victoire de Yorktown le 19 octobre 1781. Son corps repose au cimetière de la commune. Sa demeure, le château de Rochambeau est une belle demeure du XVIIIe siècle.

### Révolution française et Empire

#### Nouvelle organisation territoriale
Le décret de l'Assemblée nationale du 12 novembre 1789 décrète qu'« il y aura une municipalité dans chaque ville, bourg, paroisse ou communauté de campagne », mais ce n'est qu'avec le décret de la Convention nationale du 10 brumaire an II (31 octobre 1793) que la paroisse de Thoré-la-Rochette devient formellement « commune de Thoré-la-Rochette »,.
En 1790, dans le cadre de la création des départements, la municipalité est rattachée au canton de Villiers et au district de Vendôme. Les cantons sont supprimés, en tant que découpage administratif, par une loi du 26 juin 1793, et ne conservent qu'un rôle électoral, permettant l'élection des électeurs du second degré chargés de désigner les députés,. La Constitution du 5 fructidor an III, appliquée à partir de vendémiaire an IV (1795) supprime les districts, considérés comme des rouages administratifs liés à la Terreur, mais maintient les cantons qui acquièrent dès lors plus d'importance en retrouvant une fonction administrative. Enfin, sous le Consulat, un redécoupage territorial visant à réduire le nombre de justices de paix ramène le nombre de cantons en Loir-et-Cher de 33 à 24. Thoré-la-Rochette est alors rattachée au canton de Vendôme et à l'arrondissement de Vendôme par arrêté du 5 vendémiaire an X (26 septembre 1801),,. Cette organisation va rester inchangée pendant près de 150 ans.

### Époque contemporaine
Sous l'Occupation, un important centre de commandement allemand de télécommunication est créé à Thoré-la-Rochette. Il est relié à tous les états-majors en France et en Allemagne.
Le 25 avril 2023, le Président de la République Emmanuel Macron atterrit et décolle en hélicoptère sur le stade de foot de la commune dans le cadre d'une visite de la Maison de Santé Pluriprofessionnelle Universitaire de Vendôme. C'est le maire de Thoré-la-Rochette qui l'accueille à la descente de l'hélicoptère[réf. souhaitée].

## Politique et administration

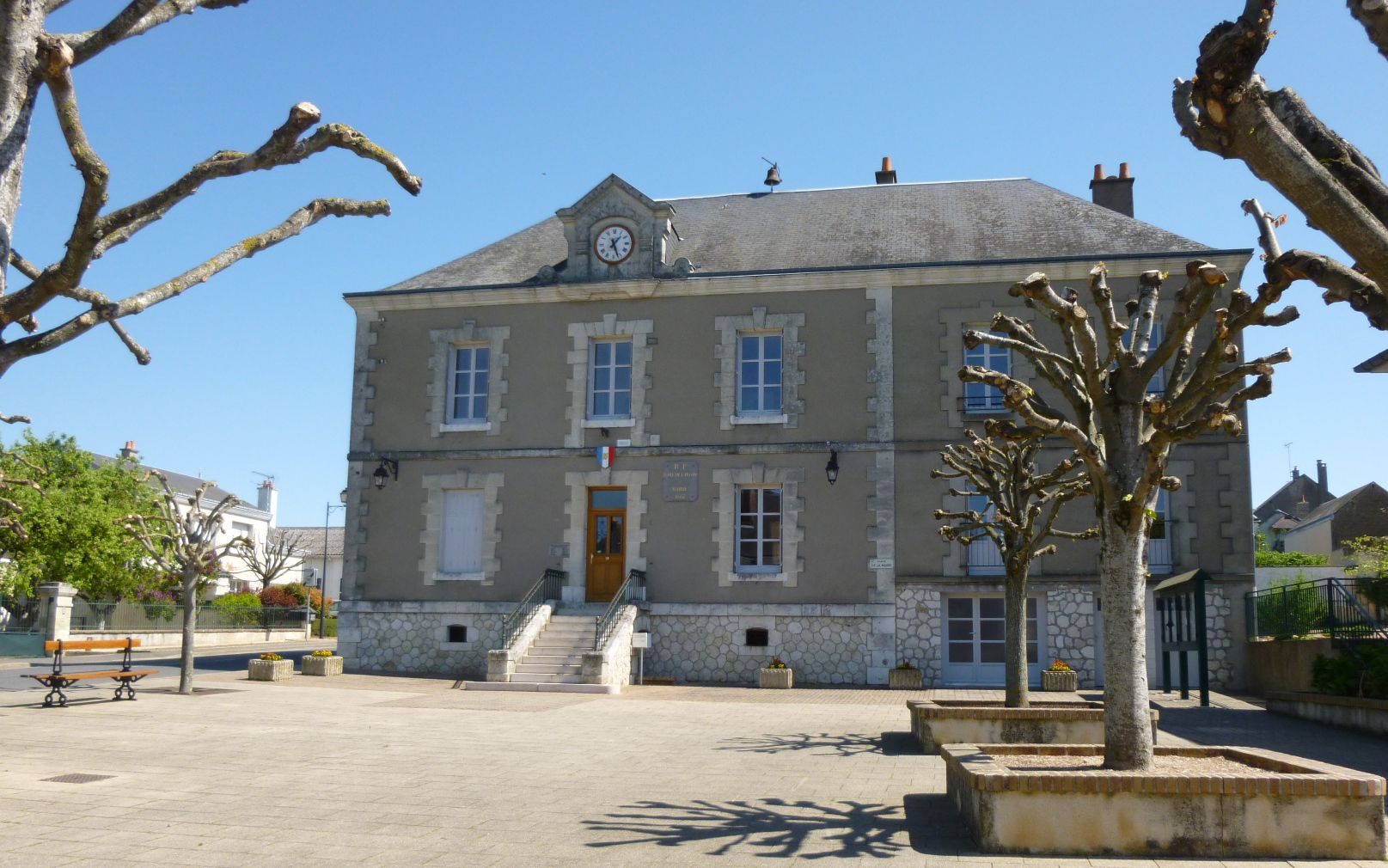
Mairie de Thoré-la-Rochette.

### Découpage territorial
La commune de Thoré-la-Rochette est membre de la communauté d'agglomération Territoires Vendômois, un établissement public de coopération intercommunale (EPCI) à fiscalité propre créé le 1er janvier 2017.
Elle est rattachée sur le plan administratif à l'arrondissement de Vendôme, au département de Loir-et-Cher et à la région Centre-Val de Loire, en tant que circonscriptions administratives. Sur le plan électoral, elle est rattachée au canton de Montoire-sur-le-Loir depuis 2015 pour l'élection des conseillers départementaux et à la troisième circonscription de Loir-et-Cher pour les élections législatives.

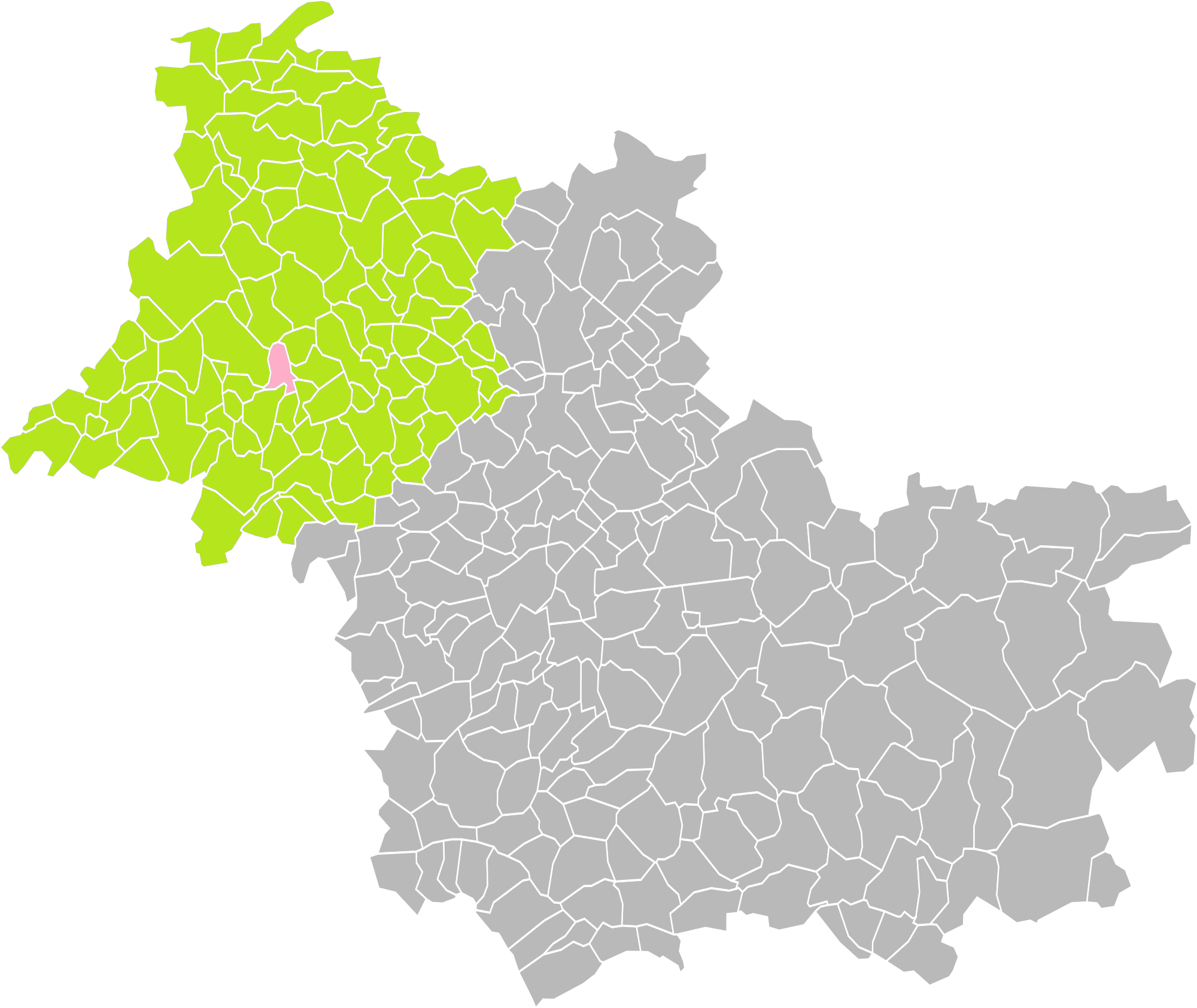
Thoré-la-Rochette dans l'arrondissement de Vendôme en 2016.
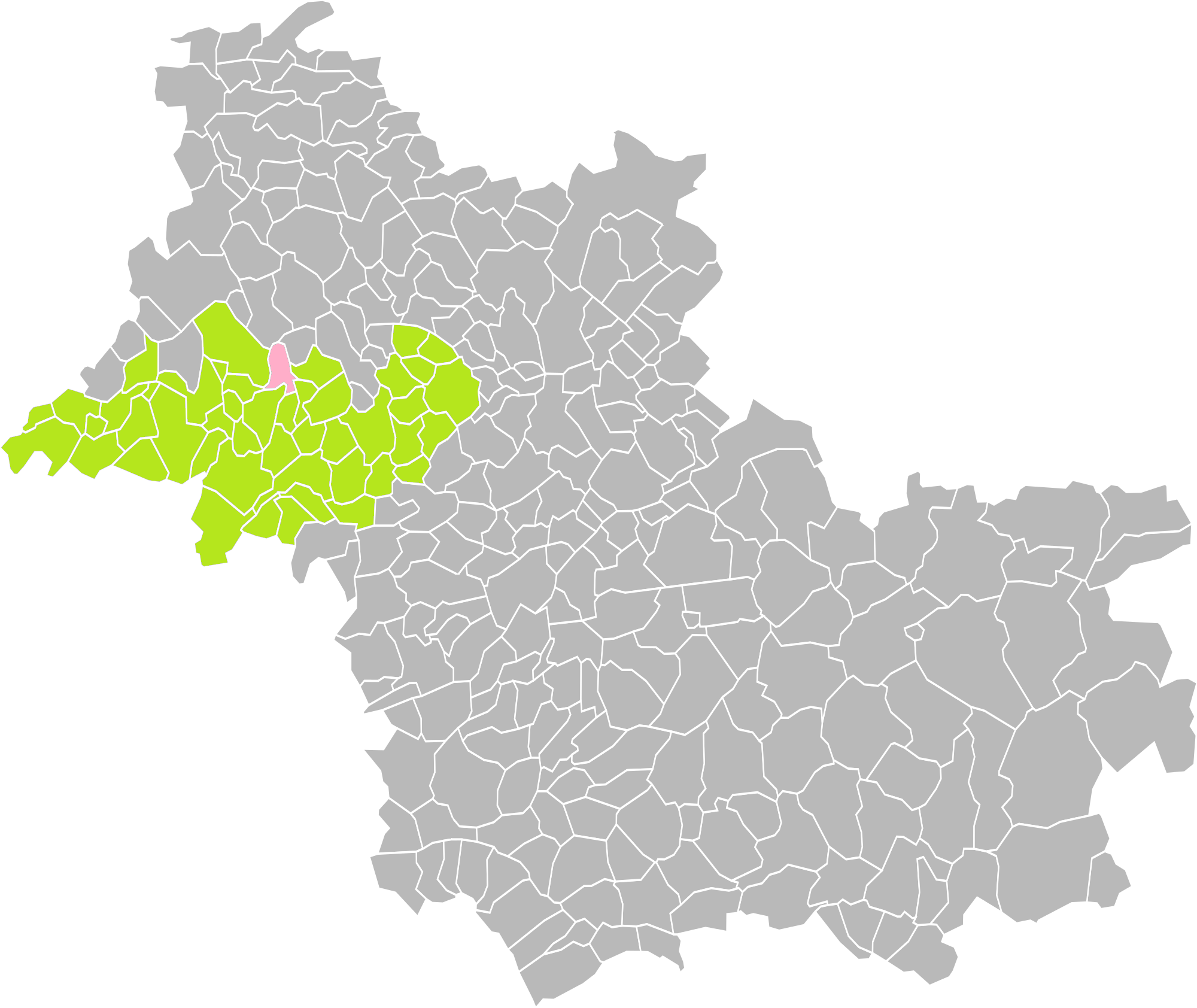
Thoré-la-Rochette dans le canton de Montoire-sur-le-Loir en 2016.

### Politique et administration municipale

#### Conseil municipal et maire
Le conseil municipal de Thoré-la-Rochette, commune de moins de 1 000 habitants, est élu au scrutin majoritaire plurinominal avec listes ouvertes et panachage. Compte tenu de la population communale, le nombre de sièges au conseil municipal est de 15. Le maire, à la fois agent de l'État et exécutif de la commune en tant que collectivité territoriale, est élu par le conseil municipal au scrutin secret lors de la première réunion du conseil suivant les élections municipales, pour un mandat de six ans, c'est-à-dire pour la durée du mandat du conseil.

## Équipements et services

### Eau et assainissement
L'organisation de la distribution de l'eau potable, de la collecte et du traitement des eaux usées et pluviales relève des communes. La compétence eau et assainissement des communes est un service public industriel et commercial (SPIC).

#### Alimentation en eau potable
Le service d'eau potable comporte trois grandes étapes : le captage, la potabilisation et la distribution d'une eau potable conforme aux normes de qualité fixées pour protéger la santé humaine. En 2019, la commune assure elle-même le service en régie.

#### Assainissement des eaux usées
En 2019, la commune de Thoré-la-Rochette gère le service d'assainissement collectif en régie directe, c'est-à-dire avec ses propres personnels, avec le statut de régie à autonomie financière.
Une station de traitement des eaux usées est en service au 1er janvier 2019 sur le territoire communal : 
« Les Sables », un équipement utilisant la technique des boues activées à forte charge, avec prétraitement, dont la capacité est de 1 950 EH, mis en service le 1er janvier 2003.
L'assainissement non collectif (ANC) désigne les installations individuelles de traitement des eaux domestiques qui ne sont pas desservies par un réseau public de collecte des eaux usées et qui doivent en conséquence traiter elles-mêmes leurs eaux usées avant de les rejeter dans le milieu naturel. La communauté d'agglomération Territoires Vendômois assure pour le compte de la commune le service public d'assainissement non collectif (SPANC), qui a pour mission de vérifier la bonne exécution des travaux de réalisation et de réhabilitation, ainsi que le bon fonctionnement et l'entretien des installations.

### Sécurité, justice et secours
La sécurité de la commune est assurée par la brigade de gendarmerie de Montoire-sur-le-Loir qui dépend du groupement de gendarmerie départementale de Loir-et-Cher installé à Blois.
En matière de justice, Thoré-la-Rochette relève du conseil de prud'hommes de Blois, de la Cour d'appel d'Orléans (juridiction de Blois), de la Cour d'assises de Loir-et-Cher, du tribunal administratif de Blois, du tribunal de commerce de Blois et du tribunal judiciaire de Blois.

## Population et société

### Démographie

#### Évolution démographique
L'évolution du nombre d'habitants est connue à travers les recensements de la population effectués dans la commune depuis 1793. Pour les communes de moins de 10 000 habitants, une enquête de recensement portant sur toute la population est réalisée tous les cinq ans, les populations de référence des années intermédiaires étant quant à elles estimées par interpolation ou extrapolation. Pour la commune, le premier recensement exhaustif entrant dans le cadre du nouveau dispositif a été réalisé en 2005.

En 2022, la commune comptait 817 habitants, en évolution de −7,58 % par rapport à 2016 (Loir-et-Cher : −1,15 %, France hors Mayotte : +2,11 %).
| 1793 | 1800 | 1806 | 1821 | 1831 | 1836 | 1841 | 1846 | 1851 |
| ---- | ---- | ---- | ---- | ---- | ---- | ---- | ---- | ---- |
| 794  | 847  | 920  | 866  | 941  | 942  | 956  | 968  | 974  |

| 1856 | 1861 | 1866 | 1872 | 1876 | 1881  | 1886 | 1891 | 1896 |
| ---- | ---- | ---- | ---- | ---- | ----- | ---- | ---- | ---- |
| 957  | 969  | 994  | 979  | 961  | 1 052 | 994  | 998  | 908  |

| 1901 | 1906 | 1911 | 1921 | 1926 | 1931 | 1936 | 1946 | 1954 |
| ---- | ---- | ---- | ---- | ---- | ---- | ---- | ---- | ---- |
| 848  | 863  | 816  | 737  | 703  | 707  | 718  | 744  | 677  |

| 1962 | 1968 | 1975 | 1982 | 1990 | 1999 | 2005 | 2006 | 2010 |
| ---- | ---- | ---- | ---- | ---- | ---- | ---- | ---- | ---- |
| 685  | 679  | 793  | 823  | 863  | 883  | 922  | 932  | 886  |

| 2015 | 2020 | 2022 | - | - | - | - | - | - |
| ---- | ---- | ---- | - | - | - | - | - | - |
| 885  | 824  | 817  | - | - | - | - | - | - |

#### Pyramide des âges
En 2018, le taux de personnes d'un âge inférieur à 30 ans s'élève à 29,6 %, soit en dessous de la moyenne départementale (31,3 %). À l'inverse, le taux de personnes d'âge supérieur à 60 ans est de 31,9 % la même année, alors qu'il est de 31,6 % au niveau départemental.
En 2018, la commune comptait 421 hommes pour 442 femmes, soit un taux de 51,22 % de femmes, légèrement inférieur au taux départemental (51,45 %).
Les pyramides des âges de la commune et du département s'établissent comme suit.
| Hommes | Classe d’âge | Femmes |
| ------ | ------------ | ------ |
| 1,2    | 90 ou +      | 1,4    |
| 10,7   | 75-89 ans    | 13,7   |
| 18,7   | 60-74 ans    | 18,0   |
| 25,6   | 45-59 ans    | 20,9   |
| 15,7   | 30-44 ans    | 14,9   |
| 11,7   | 15-29 ans    | 14,5   |
| 16,4   | 0-14 ans     | 16,6   |

| Hommes | Classe d’âge | Femmes |
| ------ | ------------ | ------ |
| 1,1    | 90 ou +      | 2,6    |
| 9,2    | 75-89 ans    | 11,9   |
| 19,7   | 60-74 ans    | 20,4   |
| 20,7   | 45-59 ans    | 20     |
| 16,5   | 30-44 ans    | 16,2   |
| 15,2   | 15-29 ans    | 13,2   |
| 17,6   | 0-14 ans     | 15,7   |

## Économie

### Secteurs d'activité
Le tableau ci-dessous détaille le nombre d'entreprises implantées à Thoré-la-Rochette selon leur secteur d'activité et le nombre de leurs salariés :
|                                                              | total | % com (% dep) | 0 salarié | 1 à 9 salarié(s) | 10 à 19 salariés | 20 à 49 salariés | 50 salariés ou plus |
| ------------------------------------------------------------ | ----- | ------------- | --------- | ---------------- | ---------------- | ---------------- | ------------------- |
| Ensemble                                                     | 63    | 100,0 (100)   | 39        | 17               | 3                | 3                | 1                   |
| Agriculture, sylviculture et pêche                           | 9     | 14,3 (11,8)   | 4         | 4                | 1                | 0                | 0                   |
| Industrie                                                    | 9     | 14,3 (6,5)    | 2         | 2                | 1                | 3                | 1                   |
| Construction                                                 | 9     | 14,3 (10,3)   | 8         | 1                | 0                | 0                | 0                   |
| Commerce, transports, services divers                        | 29    | 46,0 (57,9)   | 22        | 7                | 0                | 0                | 0                   |
| dont commerce et réparation automobile                       | 13    | 20,6 (17,5)   | 10        | 3                | 0                | 0                | 0                   |
| Administration publique, enseignement, santé, action sociale | 7     | 11,1 (13,5)   | 3         | 3                | 1                | 0                | 0                   |
| Champ : ensemble des activités.                              |       |               |           |                  |                  |                  |                     |

Le secteur du commerce, transports et services divers est prépondérant dans la commune (29 entreprises sur 63) néanmoins le secteur agricole reste important puisqu'en proportions (14,3 %), il est plus important qu'au niveau départemental (11,8 %).
Sur les 63 entreprises implantées à Thoré-la-Rochette en 2016, 39 ne font appel à aucun salarié, 17 comptent 1 à 9 salariés, 3 emploient entre 10 et 19 personnes.3 emploient entre 20 et 49 personnes.

### Agriculture
En 2010, l'orientation technico-économique de l'agriculture dans la commune est la polyculture et le polyélevage. Le département a perdu près d'un quart de ses exploitations en 10 ans, entre 2000 et 2010 (c'est le département de la région Centre-Val de Loire qui en compte le moins). Cette tendance se retrouve également au niveau de la commune où le nombre d'exploitations est passé de 31 en 1988 à 15 en 2000 puis à 10 en 2010. Parallèlement, la taille de ces exploitations augmente, passant de 38 ha en 1988 à 71 ha en 2010.
Le tableau ci-dessous présente les principales caractéristiques des exploitations agricoles de Thoré-la-Rochette, observées sur une période de 22 ans : 
|                                      | 1988                 | 2000                 | 2010                 |
| Dimension économique                 | Dimension économique | Dimension économique | Dimension économique |
| ------------------------------------ | -------------------- | -------------------- | -------------------- |
| Nombre d'exploitations (u)           | 31                   | 15                   | 10                   |
| Travail (UTA)                        | 43                   | 26                   | 20                   |
| Surface agricole utilisée (ha)       | 1 192                | 1 081                | 705                  |
| Cultures                             |                      |                      |                      |
| Terres labourables (ha)              | 764                  | 763                  | 473                  |
| Céréales (ha)                        | 572                  | 452                  | 220                  |
| dont blé tendre (ha)                 | 364                  | 359                  | 125                  |
| dont maïs-grain et maïs-semence (ha) | 86                   | s                    |                      |
| Tournesol (ha)                       | 77                   | 81                   | s                    |
| Colza et navette (ha)                | 65                   | 120                  | 89                   |
| Élevage                              |                      |                      |                      |
| Cheptel (UGBTA)                      | 361                  | 760                  | 725                  |

#### Produits labellisés
La commune de Thoré-la-Rochette est située dans l'aire de l'appellation d'origine protégée (AOP) d'un produit : un vin (les Coteaux-du-vendômois).
Le territoire de la commune est également intégré aux aires de productions de divers produits bénéficiant d'une indication géographique protégée (IGP) : le vin Val-de-loire, les volailles de l’Orléanais et les volailles du Maine,.

## Culture locale et patrimoine

### Lieux et monuments
- Mairie (architecte : Gaston Chautard ; date de construction : 1887).
- Église Saint-Denis de Thoré-la-Rochette : dominant le village, elle a été totalement reconstruite par l'architecte Edouard Marganne en 1840 sur les fondations d'une église primitive qui datait probablement du XIe siècle et dont il ne reste que l'élégant clocher de pierre du XIIe siècle classé au patrimoine des monuments historiques. À la base du clocher restent les vestiges d'une fresque du XIVe siècle (classée).
- Pas des Fidèles : on peut accéder à l'église par ce sentier taillé dans le roc.
- Dolmen de Vaugouffard, fouillé par le marquis Achille de Rochambeau (1869)[84].
- Pont enjambant la Brisse, dans le bourg.
- Pont du Breuil, enjambant le Loir.
- Maison du vin - gare de Thoré-la-Rochette.
- Maisons de vigne, au milieu des vignobles.
- Château de Rochambeau. Situé le long d'un méandre du Loir, le château de Rochambeau est à l'origine une gentilhommière du XVIe siècle. Propriété des Rochambeau, cette demeure a pour illustre ancêtre le comte Jean-Baptiste de Rochambeau, maréchal de France, artisan de l'indépendance américaine aux côtés de George Washington.
- Cave au caux : dans la plaine, de remarquables caves creuset à même le tuffeau, ayant servi pendant la deuxième guerre mondiale d'abris anti aériens, et de stockage pour les vignerons du village

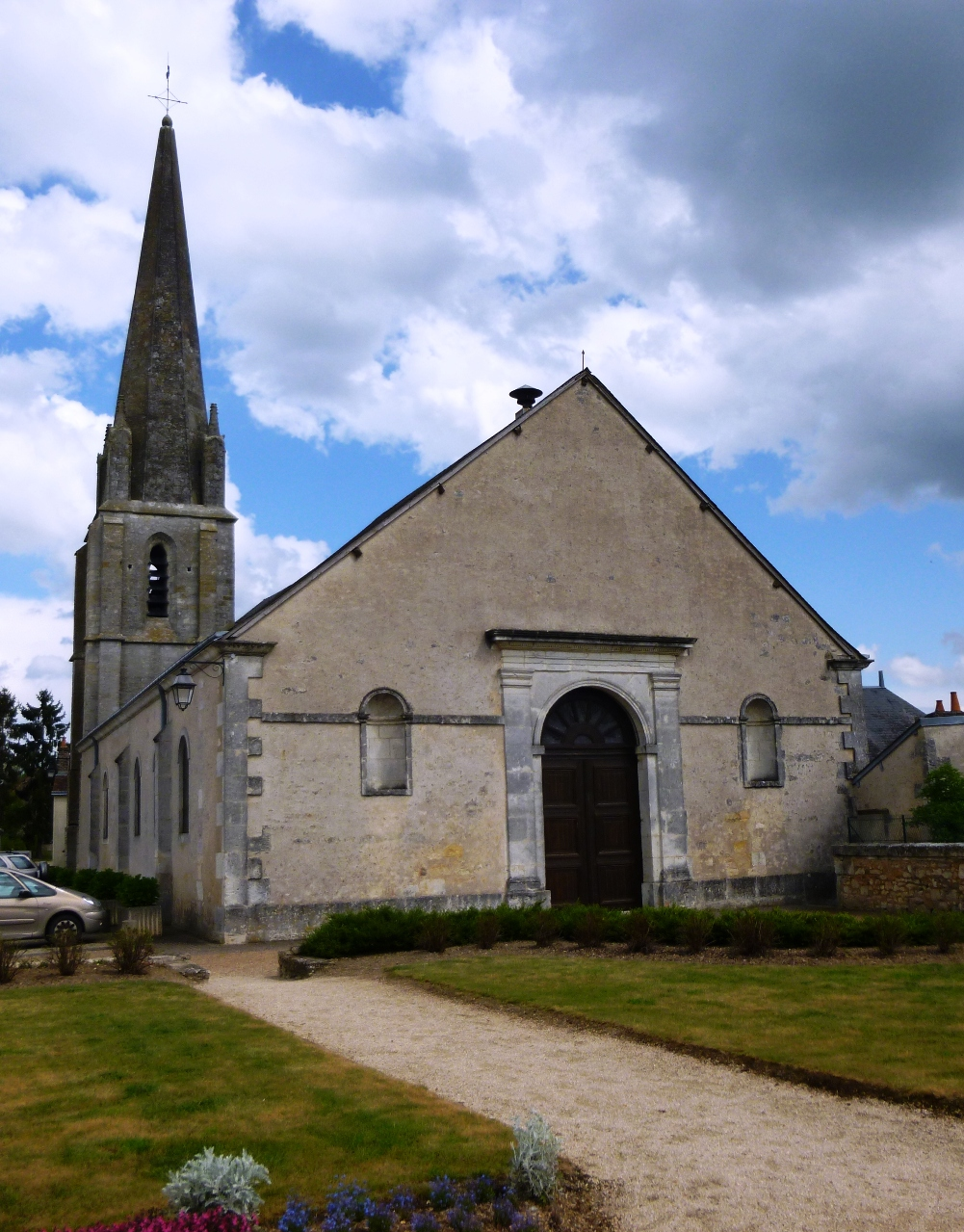
Église de Thoré-la-Rochette.
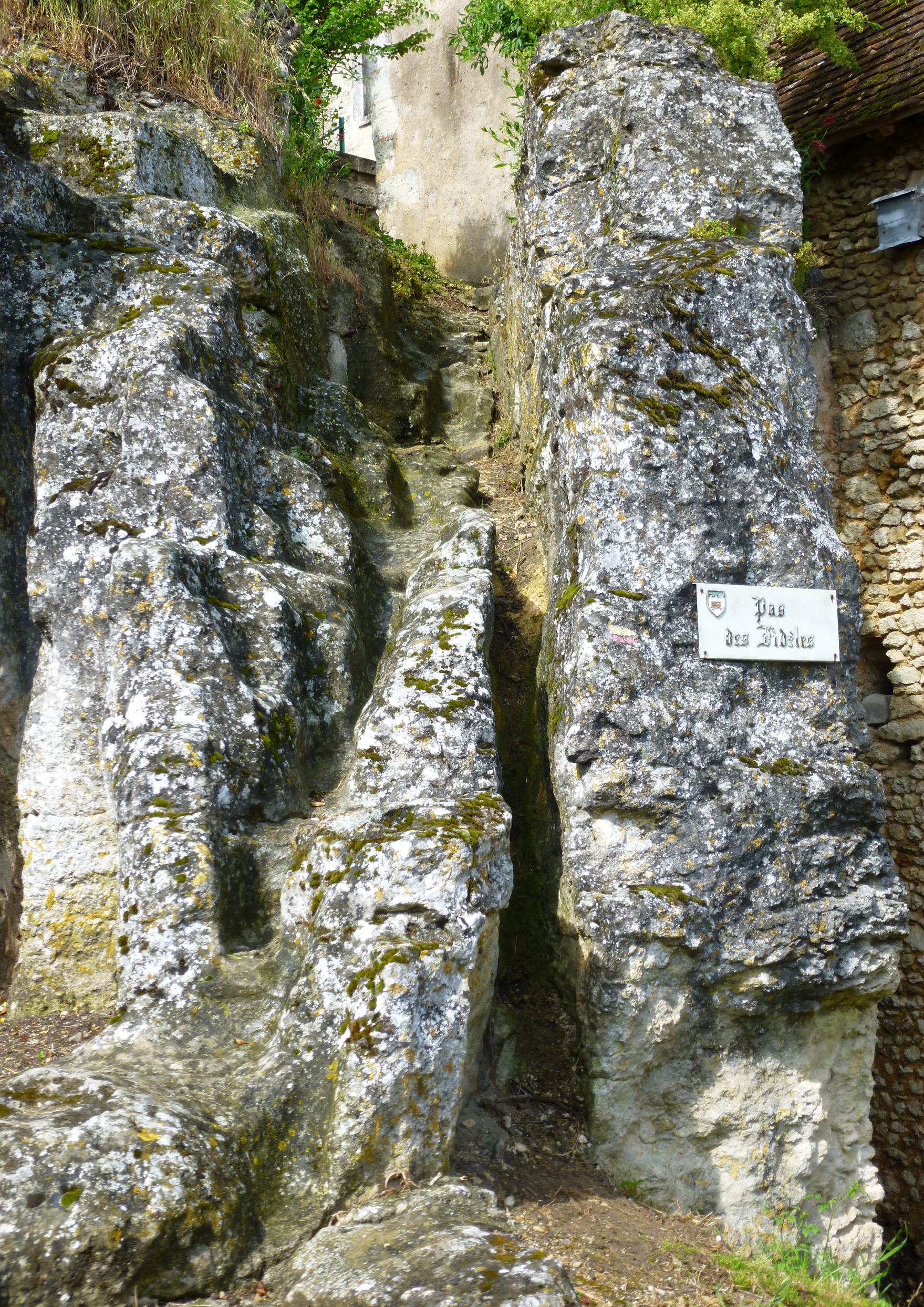
Pas des Fidèles.
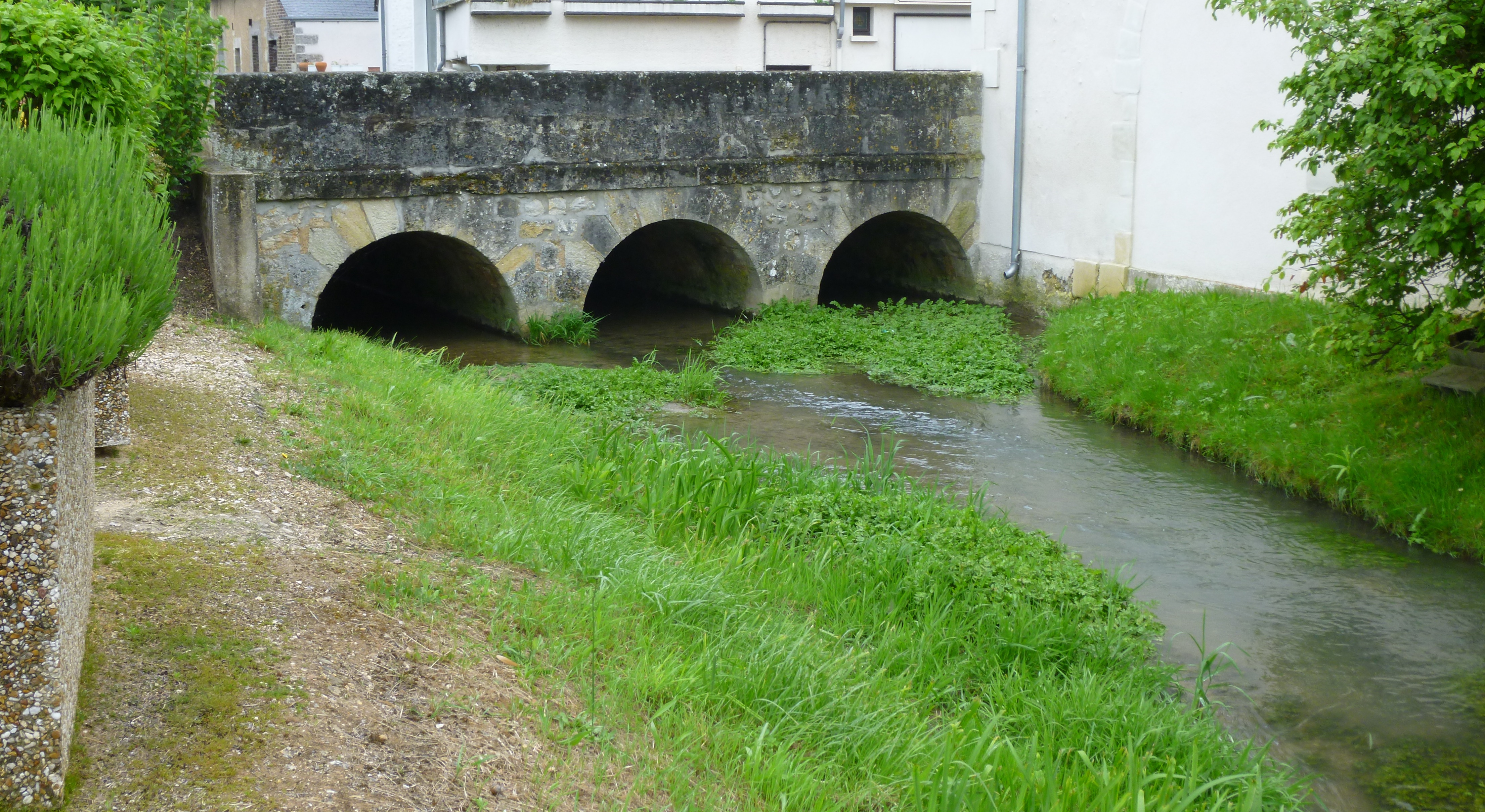
Pont du bourg, sur la Brisse.
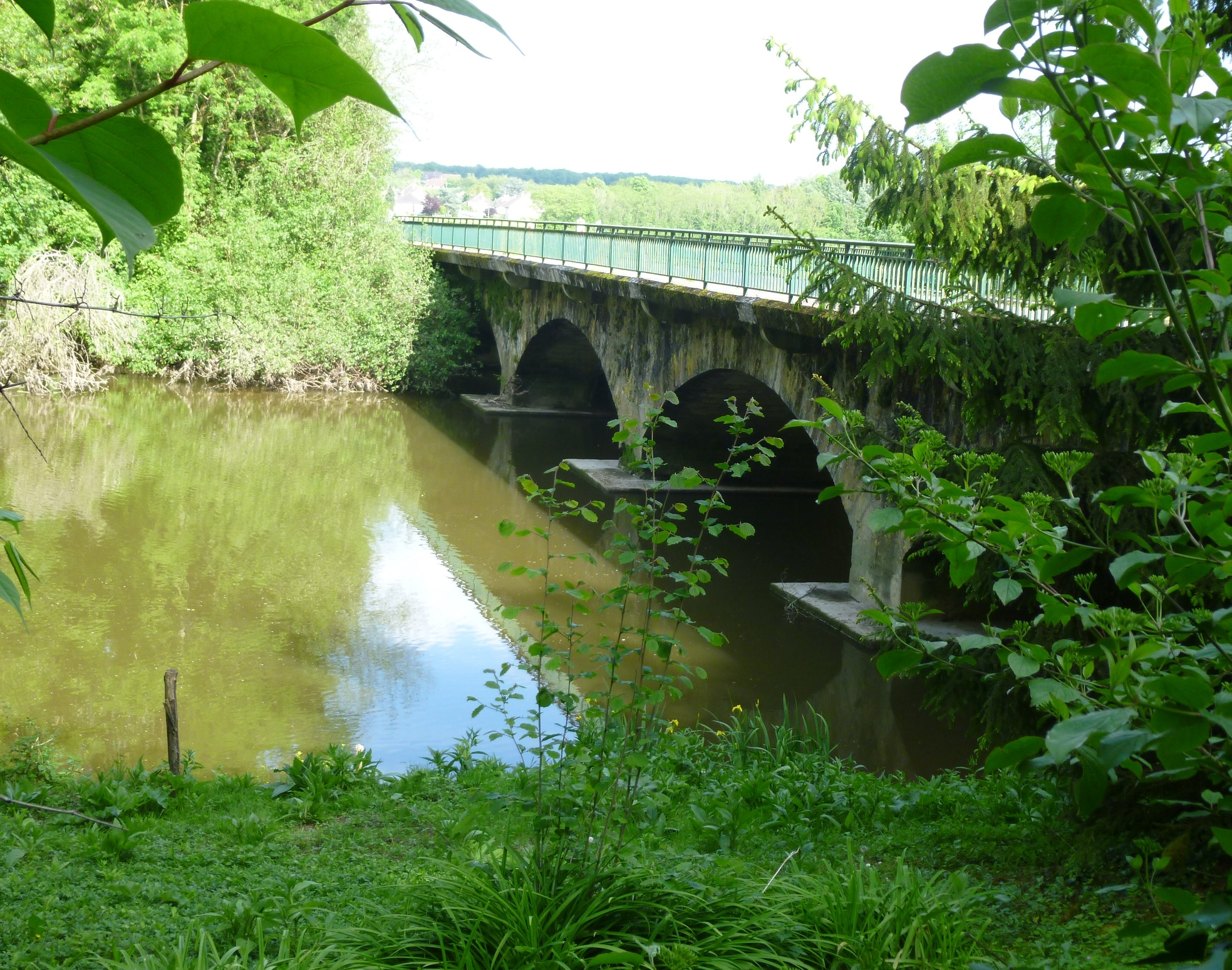
Pont du Breuil.
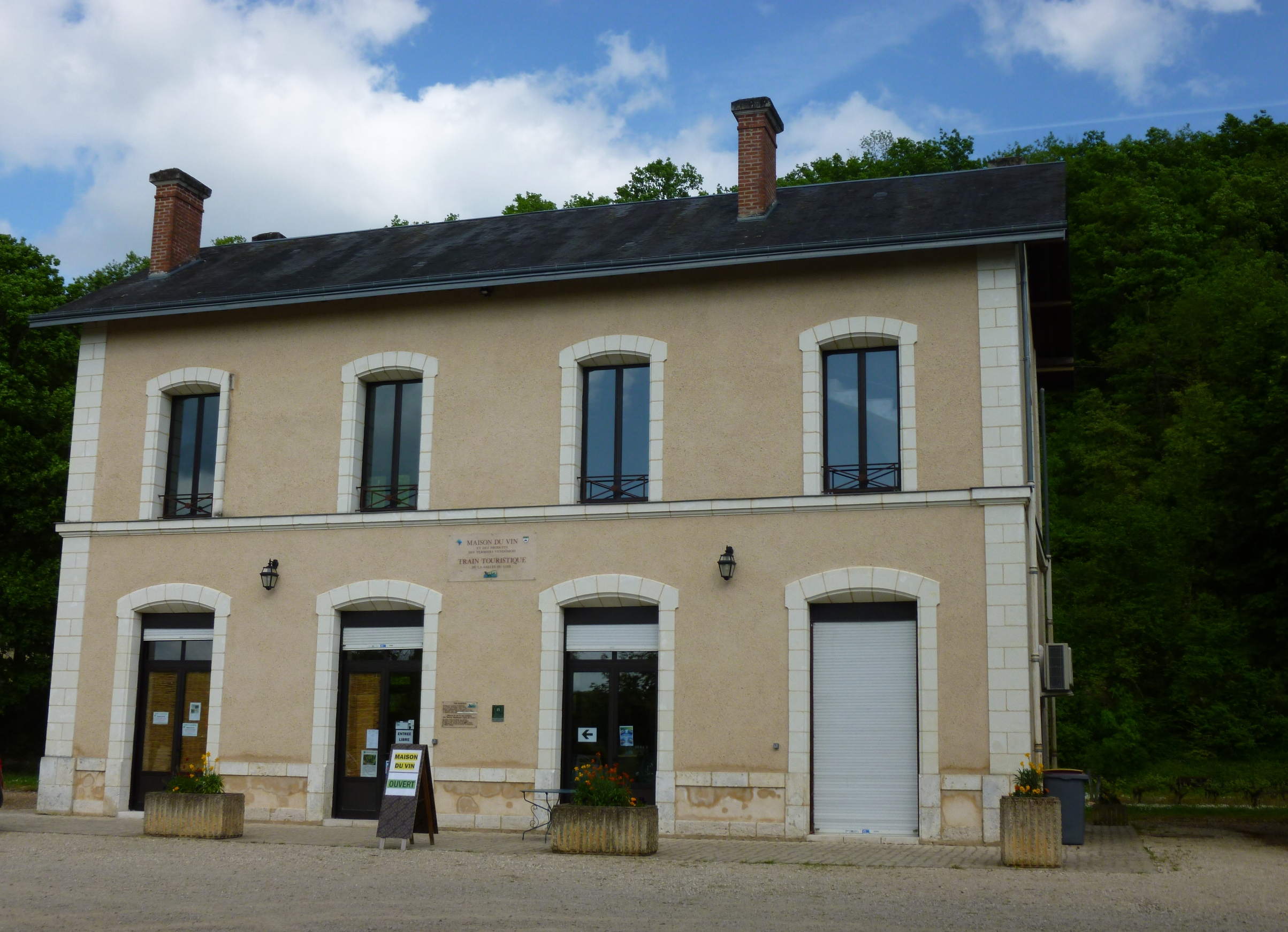
Maison du vin-gare de Thoré.
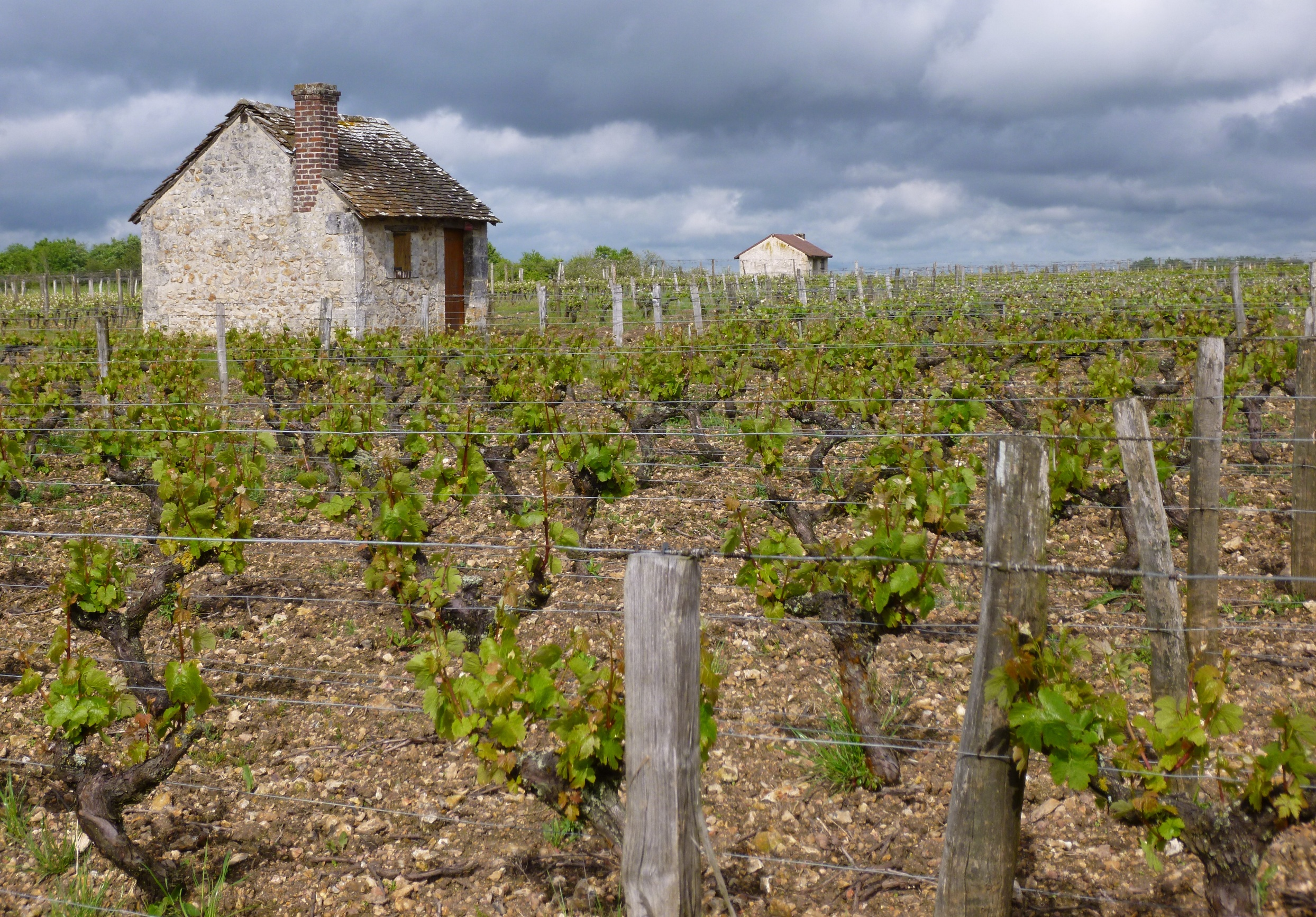
Maisons de vigne.
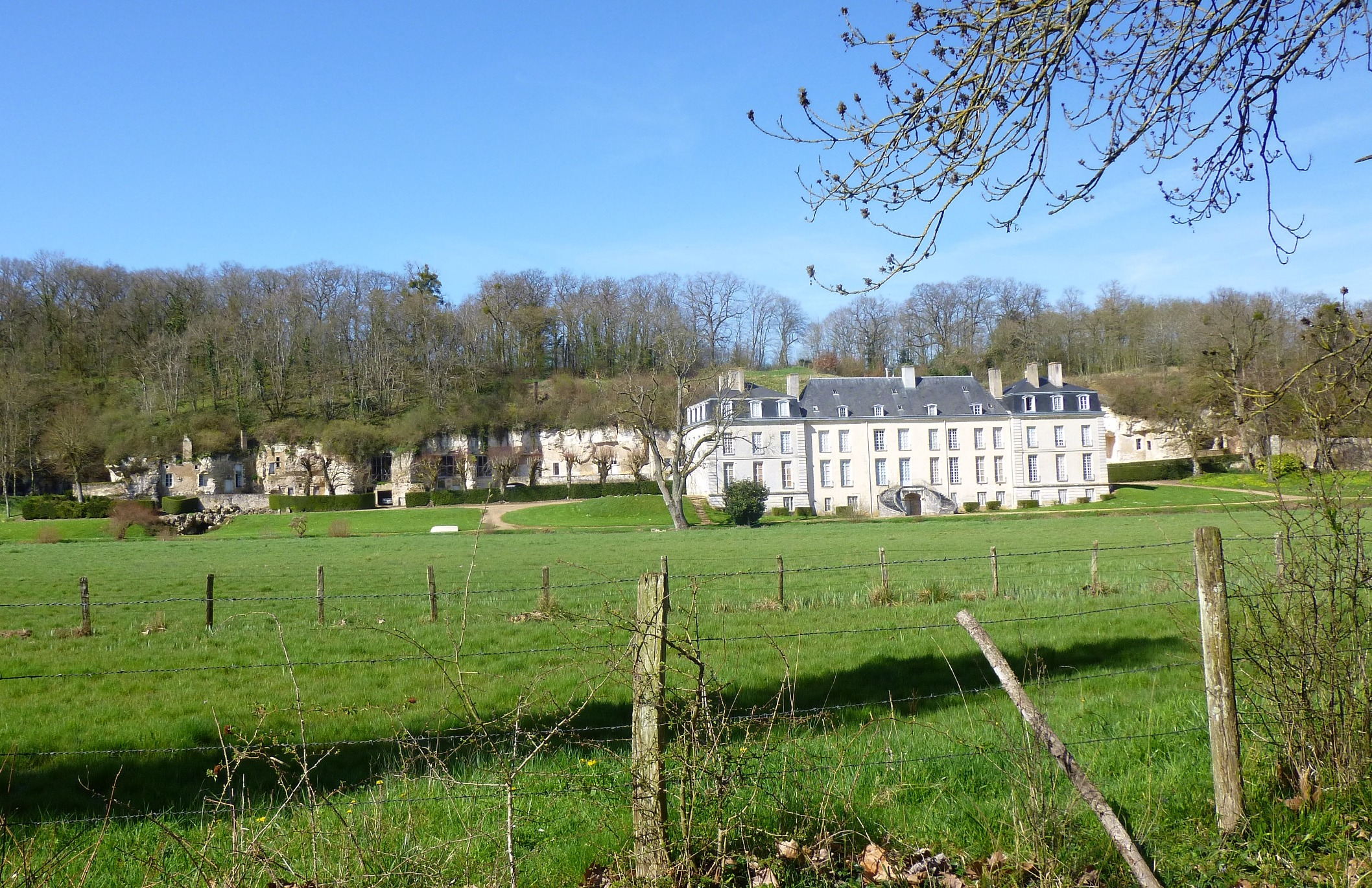
Le château de Rochambeau.

### Héraldique
|  | Les armoiries de Thoré-la-Rochette se blasonnent ainsi : D'argent au pressoir de gueules, cerclé et posé sur un socle de sable, la vis de sable chargée de trois barres d'argent, au chef bastillé de sinople de deux pièces et deux demies. |

## Personnalités liées à la commune
- Jean-Baptiste Donatien de Vimeur de Rochambeau (1725-1807). Il meurt à Thoré le 10 mai 1807.
- Achille de Rochambeau (1836-1897), historien et archéologue. Il fut maire de Thoré et conseiller général du canton de Vendôme. Il meurt à Thoré le 2 septembre 1897.
- Tony Duvert (1945-2008), écrivain. Il s'installe à Thoré avec sa mère à la fin des années 1980. Il y meurt en juillet 2008.
- Pierre Charon (1951-...), homme politique parisien. Il possède une maison secondaire et de famille dans la commune[85], son grand père a été maire du village de 1964 à 1965[86].